# 堀內光雄
堀內光雄（1930年1月1日—2016年5月17日），生于山梨县。是日本政治人物。

## 生平簡歷
毕业于庆应义塾大学经济学部。山梨的铁路公司富士急行会长，曾任通商產業大臣、自民党政策调查会会长，2000年在旧桥本派骨干野中广务的拉拢下，背叛其本派会长加藤紘一决定打倒森喜朗内阁的决定（加藤之亂），从加藤派中分裂出来，成立崛内派（日后的古贺派），自任派系首领，是为党内第四大派系。2001年跟随旧桥本派成为反对小泉純一郎的主要反对派之一。2005年因为反对邮政改革被小泉开除出党。安倍晋三任首相时，重新加入自民党，任古贺派名誉会长。2009年众议院大选落选。